# 게르하르트 로스 (생물학자)
게르하르트 로스(Gerhard Roth , 1942년 8월 15일 마르부르크(Marburg)에서 출생)는 독일 생물학자이자 두뇌 연구소 브레멘(Bremen)의 연구분야 파트너였다. 그는 브레멘에 있는 뇌 연구소의 소장이었으며 그는 책 출판물등을 통해 현재의 신경 생물학 및 철학 문제에 참여해왔다.

## 이블패치
브레멘 과학자 게르하르트 로스((Gerhard Roth) 박사는 '이블패치'(evil patch)로 언급할 수 있는 '살인자와 강간범'의 특징인 뇌의  전전두엽의 중앙부위에 위치하는 엑스레이 촬영에서 어두운 덩어리로 나타나는 두뇌의 손실 정도를 보여주는 의미있는 결과를 확인했다고 보고한바있다.

## 같이 보기
- 절차기억